# Friuli Grave Refosco dal peduncolo rosso superiore
Il Friuli Grave Refosco dal peduncolo rosso superiore est un vin italien de la région Frioul-Vénétie Julienne doté d'une appellation DOC depuis le 1er octobre 1985. Seuls ont droit à la DOC les vins rouges récoltés à l'intérieur de l'aire de production définie par le décret.

## Caractéristiques organoleptiques
- couleur : rouge rubis plus ou moins intense, tendant au rouge grenat avec le vieillissement
- odeur : délicat, caractéristique avec des arômes de fruits rouges
- saveur : sèche, légèrement aromatique et amer, tannins non agressifs

Le  Friuli Grave Refosco dal peduncolo rosso superiore se déguste à une température comprise entre 16 et 17 °C. Il se gardera 2 – 4 ans.

## Production
Province, saison, volume en hectolitres :
- pas de données disponible